# Andrea Orlando
Andrea Orlando (La Spezia, 8 de febrero de 1969) es un político italiano. Es un miembro fundador del Partido Democrático y es el ministro de Justicia desde febrero de 2014, en el gabinete de Matteo Renzi. Antes de eso,  fue Ministro de Entorno en el Gabinete de Letta de abril de 2013 a febrero de 2014.

## Primeros años
Andrea Orlando nació en La Spezia el 8 de febrero de 1969. No tiene ningún grado universitario.

## Carrera y actividades
Orlando empezó su carrera política en el Partido Comunista y en 1990 fue elegido al Ayuntamiento de La Spezia. En 2003 se convirtió en coordinador nacional de los Demócratas de Izquierda. Entonces se convirtió en miembro fundador del Partido Democrático. Es miembro del Parlamento desde el 2006 con el partido, representando el distrito de Liguria. Ha servido en comisiones parlamentarias diferentes.
Fue nombrado Ministro de Entorno en el gabinete dirigido por Primer ministro Enrico Letta el 28 de abril de 2013. En febrero de 2014 Orlando fue nombrado Ministro de Justicia en el gobierno dirigido por Primer ministro Matteo Renzi.